# HD Photo
HD Photo（エイチディー フォト）とは、静止画像用の圧縮アルゴリズムおよびファイルフォーマットである。マイクロソフトが開発し、特許を保有している。Windows Mediaファミリーのひとつである。

## 概要
HD Photoは、開発当初は「Photon」と名付けられていた。2006年5月に「Windows Media Photo」として発表され、2006年11月に現在の名前に改名された。現在の名前に変更されるに伴って、ファイルの拡張子も .wdp から .hdp と変更された。
JPEGに比べて高い圧縮率の非可逆圧縮が可能で、可逆圧縮にも対応する。最大96ビットカラー（1チャンネル当たり32ビットカラー）をサポートしているのが大きな特徴である。
計算負荷は、先行規格のJPEG 2000よりも少ないといわれている。一方で高圧縮時の画質はJPEG 2000には及ばないが、JPEGよりは良好とされる。
2007年7月、マイクロソフトは、HD PhotoがJoint Photographic Experts Groupによって、JPEG XRと呼ばれる新しい標準のJPEG規格として検討されていることを発表した。
2009年、HD Photoが基となった規格「JPEG XR」は、国際規格 ISO/IEC 29199-2:2009 として承認された。

## コンテナ形式
HD Photoは、画像データをImage File Directory (IFD) タグのテーブル中に格納するために、TIFFのようなコンテナ形式となっている。IFDタグの中には、画像データやアルファチャンネルのデータ（オプション）、HD Photoメタデータ、XMPメタデータ（オプション）、Exifメタデータ（オプション）等が含まれる。アルファチャンネルが使用されている場合は、アルファチャンネルを扱えないアプリケーションの為に、アルファチャンネルの使用している画像データと使用していない画像データと別々に格納される。
また現在は、TIFFの全ての制限が適用されている。

## 対応ソフトウェア
- Windows Vista とそれ以降のOS
- .NET Framework 3.0 をインストールした Windows XP と Windows Server 2003
- Windows Imaging Component
- Internet Explorer 9
- Windows フォト ギャラリー
- Microsoft Expression Design
- Adobe Photoshop CS2/CS3 （Windows[4] と Mac OS X[5] 向けにマイクロソフトが公開している）
- IrfanView（プラグインが必要）
- Paint.NET（ベータ版のプラグインが公開されている。PDNJPEGXRPlugin.dllプラグインで.hdp,.wdp,.jxrに対応。HD Photoのみの専用ベータプラグインは動作しなくなった）
- XnView（プラグインが必要）
- Xara Xtreme Pro
- Fast Picture Viewer
- viewx
- WEOX/HDPV
- WIC Susie Plug-in
- Ralpha
- PhotoShifter - ウェイバックマシン（2002年12月13日アーカイブ分）
- 縮小革命
- Corel PaintShop Photo Pro X5